# Јуриј Вега
Барон Јуриј Бартоломеј Вега (словен. Jurij Bartolomej Vega, лат. Georgius Bartholomaei Vecha), словеначки математичар и артиљерац, рођен је 23. марта 1754. у Загорици код Долског, Словенија (тада Крањска, Аустрија) као Јуриј Веха, а умро је септембра 1802. у Нусдорфу поред Беча.
Вега се школовао у језуитској гимназији и лицеју у Љубљани; исту школу је тада похађао и Антон Томаж Линхарт, познати словеначки драмски писац, песник и историчар. После школе радио је на нацртима за регулисање Саве и Љубљанице, а Љубљану је напустио пет година након дипломирања и 1780. године ступио у војску као професор математике на бечкој школи за артиљерце. У то време је променио презиме у Вега и оженио 16. годишњу чешку племкињу Јожефу Свобода.
Учестоваво је у многим ратовима. У 1788. ратовао је у Аустријско-турском рату под аустријским фелдмаршалом Гидеоном Лаудоном у бици против Турака за Београд. Његово заповедништво над батеријама минобацача, и знање о трајекторијама је знатно помогло да се освоји Калемегдан. Између 1793. и 1797. Вега је ратовао против француских револуционара под заповедништвом генерала Дагоберта Вурмзера. Ратовао је у Форт Лују, Манхајму, Мајнцу, Висбадену, Келу и Дицу. 1795. по његовим нацртима су направљена два 13,6 kg минобацача са борбеним радијусом скоро 3 km; стари минобацачи су имали радијус дејства мањи од 1,8 km.
Објавио је мноштво књига са логаритамским таблицама; прву 1783. Много касније, 1797. године, уследило је друго издање и са збирком интеграла и другим корисним формулама. Његов Приручник, први пут објављен 1793, касније је преведен на многе језике и издат у укупно преко 100 издања.
У 1781. се залагао за увођење метричког система у Хабзбуршкој монархији, али у томе није успео. Метрички систем је увео Франц Јозеф I тек у 1871.
Написао је најмање шест научних чланака и 20. августа 1789. постигао светски рекорд у рачунању броја пи на 140 децимала, од којих је 137 било исправно. Своју калкулацију је проследио Руској академији наука у Санкт Петербургу, када је пронашао грешку у рачунању броја пи Томаса де Лањија из 1719, а чланак је објављен шест година касније. Вега је држао тај рекорд 52 године.
Јуриј Вега је био члан Академије практичних наука у Мајнцу, Физичког и математичког друштва из Ерфурта, Бохемијског научног друштва из Прага и Пруске академије наука из Берлина. Био је и придружени члан Британског научног друштва у Гетингену. За своје војне резултате добио је орден Марије Терезије 1796. године, а за војне заслуге наследну титулу барона са правом на свој грб, 1800.
Вегино беживотно тело пронашли су у Дунаву 26. септембра 1802. поред Нусдорфа. Случај никад није разјашњен, али по неким теоријама убио га је неки млинар.
У Словенији сваке године се ученици и ђаци такмиче за „Вегово признање“. Јуриј Вега се налази и на словеначкој новчаници за 50 толара и на пригодној поштанској марки.